# Стефан Пенчев (художник)
Стефан Илиев Пенчев е български художник, график и живописец. Рисува портрети, пейзажи и икони. Илюстрира вестници, списания и книги. Първият уредник на Пловдивски панаир през 1954 г. Две негови картини са в Третяковска галерия в Русия.

## Биография и творчество
Роден е на 3 декември 1910 г. в Русе. Има един брат и три сестри. Завършва гимназия и Техникум по дървообработване и вътрешна архитектура в Русе. Година по-късно отива в София, където после завършва Художествената академия в класа на Дечко Узунов.
Редом с проф. Стефан Иванов реставрира Руската църква в София, гробищната Русенска църква и църквата в село Гаганица. Участва в много художествени конкурси. Спечелва конкурс за пощенски марки. Прави изложби в Монтана и Берковица през 1959 г. Работи в Кинематографията в Документални филми като художник през 1961 г. Участва със свои скици във вестници „Труд“, „Земеделско знаме“, „Фронт“ и „Народен страж“. През 1968 г. илюстрира книгата „Люти чушки“ на Радой Ралин. По-късно става главен художник на „Профиздат“ в София до пенсионирането си.
Печели награди и медали за цялостна творческа дейност от „Профиздат“. Участва активно в културния живот на София.
Има две дъщери и един син със съпругата си Елена Петрова Кръстева.
Умира на 13 май 1994 г. в дома на дъщеря си Атанаска в София. След смъртта му, негови картини са преместени в дома на сина му Петър във Варна.
- Пенчев с жена си Елена
- Пенчев с 4-годишният си внук Стефан в София, 1976 г.